# San Luis de Palenque
San Luis de Palenque is een kleine stad en gemeente van ongeveer 6982 inwoners gelegen in het departement Casanare, in het oosten van Colombia, zo'n 95 km ten noordoosten van Yopal, de hoofdstad van het departement. San Luis de Palenque werd op 15 augustus 1953 gesticht en een jaar later als gemeente erkend.
Aguazul · Chameza · Hato Corozal · La Salina · Maní · Monterrey · Nunchía · Orocué · Paz de Ariporo · Pore · Recetor · Sabanalarga · Sácama · San Luis de Palenque · Támara · Tauramena · Trinidad · Villanueva · Yopal